# Coccoloba parimensis
Coccoloba parimensis är en slideväxtart som beskrevs av George Bentham. Coccoloba parimensis ingår i släktet Coccoloba och familjen slideväxter. Inga underarter finns listade i Catalogue of Life.